# Liparis (orchideeëngeslacht)
Liparis is een wereldwijd voorkomend geslacht van ongeveer 250 tot 350 soorten orchideeën. De meeste soorten komen voor in de tropische streken van Azië. Er is één Europese soort, de groenknolorchis (Liparis loeselii). Deze komt onder andere voor in België en Nederland.
Liparis is sterk verwant aan het geslacht Malaxis.

## Naamgeving
- Synoniemen: Alipsa Hoffmanns. 1842, Mesoptera Raf. 1833, Paliris Dumort. 1827, Pseudorchis Gray 1821, Sturmia Rchb. 1826
- Frans: Liparis
- Engels: False twayblade, widelip orchid
- Duits: Glanzkraut

## Kenmerken
Liparis-soorten zijn kleine tot middelgrote epifytische, litofytische of terrestrische orchideeën. Ze hebben eivormig tot cilindrisch verdikte pseudobulben.
Opvallend zijn de glanzend groene stengelbladeren bij vele soorten. De kroonbladeren zijn vaak draadvormig, de lip naar beneden gebogen. Het gynostemium is gevleugeld bij de top en langer dan bij Malaxis, waar ze verder wel op lijken.
De bloemen hebben dikwijls een sterke maar onwelriekende geur.

## Habitat
Liparis-soorten komen voor in zeer uiteenlopende biotopen zoals regenwoud, vochtige bossen, rotsen en open grasland.

## Voorkomen
Het geslacht komt wereldwijd voor, maar voornamelijk in de tropische streken van Azië en Oceanië. In Nieuw-Guinea komen meer dan honderd Liparis-soorten voor. Het geslacht is minder algemeen in gematigde streken van het Noordelijk halfrond. Eén soort, de groenknolorchis (Liparis loeselii), komt voor in Europa.

## Taxonomie
Liparis wordt samen met de geslachten Malaxis en Hammarbya tot de tribus Malaxideae gerekend.
Het geslacht telt naargelang de auteur van 250 tot 350 soorten. In België en Nederland komt slechts één soort voor, de groenknolorchis.

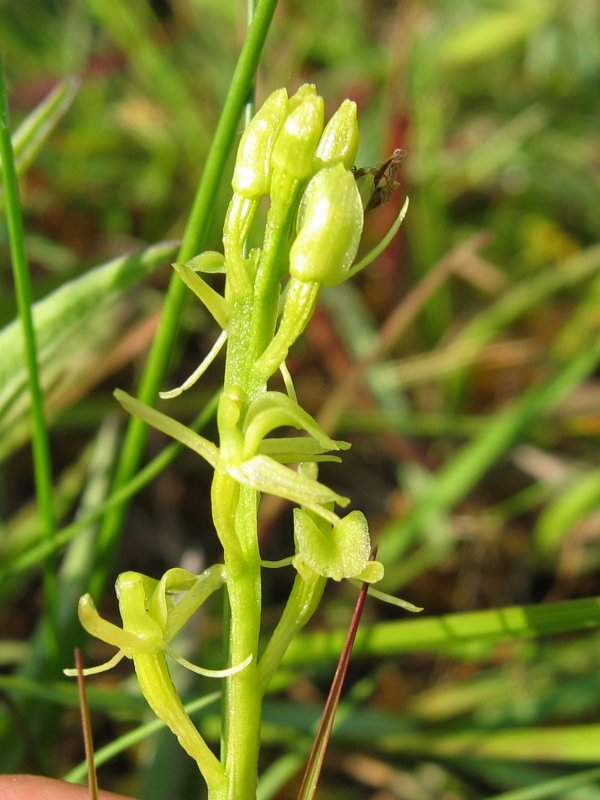
Groenknolorchis (Liparis loeselii)
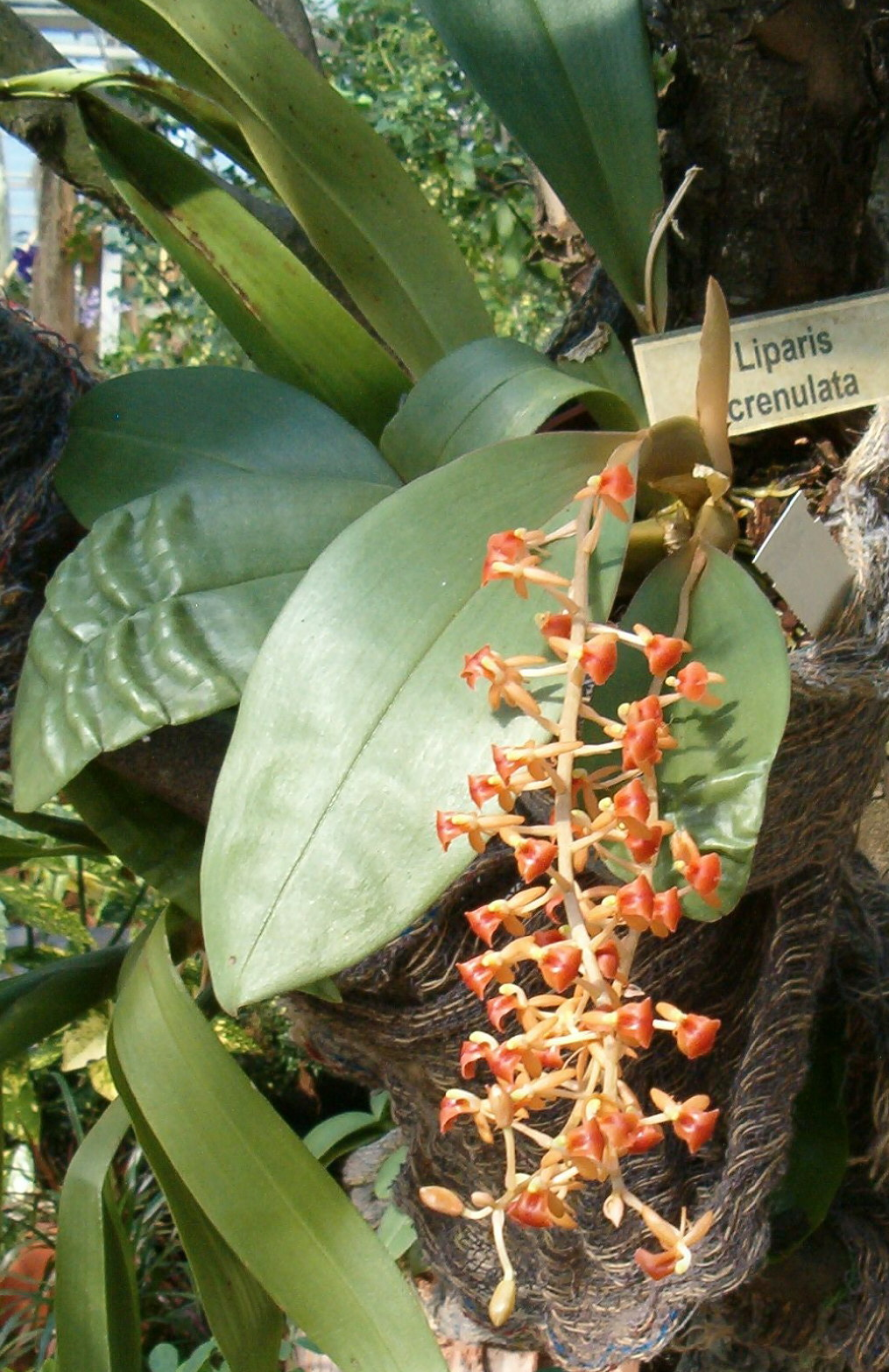
Liparis crenulata, een tropische soort